# Orbieu
De Orbieu is een 84 kilometer lange zijrivier van de Aude in het zuidwesten van Frankrijk.
De Orbieu stroomt voornamelijk in noordoostelijke richting en heeft een erg onregelmatig verloop. De rivier ontspringt in het Rialsessegebergte in de Corbières op een hoogte van 700 meter ten noorden van de plaats Fourtou. De Orbieu stroomt in een kloof door het Mouthoumetgebergte en langs de Montagne d'Alaric. Voorbij Fabrezan stroomt de Orbieu door de vlakte van de Aude. Tussen Raissac-d'Aude en Saint-Nazaire-d'Aude vloeit hij samen met de Aude op een hoogte van 11 meter.
De belangrijkste zijrivieren zijn de Nielle en de Aussou, die beide in de benedenloop op de rechteroever van de Orbieu uitmonden.
De Orbieu heeft een gemiddeld debiet van 4,62 m³/seconde, gemeten in Luc-sur-Orbieu tussen 1969 en 2008 op 15 kilometer van de monding. De hoogste waterstanden worden gemeten in de winter en de lente, met maxima in februari. Het laagste debiet wordt gemeten tussen eind juni en eind september. De Orbieu is gevoelig voor overstromingen door de grote fluctuaties in het debiet. Zo werd op 8 december 1996 in Luc-sur-Orbieu een debiet van 1.130 m³/seconde gemeten.